# Бендюжская (шахта)
Государственное открытое акционерное общество «Шахта „Бендюжская“» — угольная шахта во Львовско-Волынском угольном бассейне. Входит в Производственное объединение Государственное коммунальное хозяйство «Львовуголь».

## Характеристика
Шахта расположена в селе Бендюга, Шептицкий район, Львовская область.
Прежнее название — Великомостовская № 2.
В 2003 году добыто 176 тысяч тонн угля.